# 昂杜菲耶勒
昂杜菲耶勒（法語：Endoufielle，法語發音：[ɑ̃dufjɛl]）是法国热尔省的一个市镇，属于欧什区。

## 地理
昂杜菲耶勒（43°33'4"N, 1°1'24"E）面积17.1 平方千米，位于法国奧克西塔尼大區热尔省，该省份为法国西南部内陆省份，北起顺时针与洛特-加龙省、塔恩-加龙省、上加龙省、上比利牛斯省、大西洋比利牛斯省和朗德省接壤。
与昂杜菲耶勒接壤的市镇（或旧市镇、城区）包括：欧拉代、卡斯蒂永萨韦斯、卡佐萨韦斯、马雷斯坦、蓬皮亚克、塞斯萨韦斯。

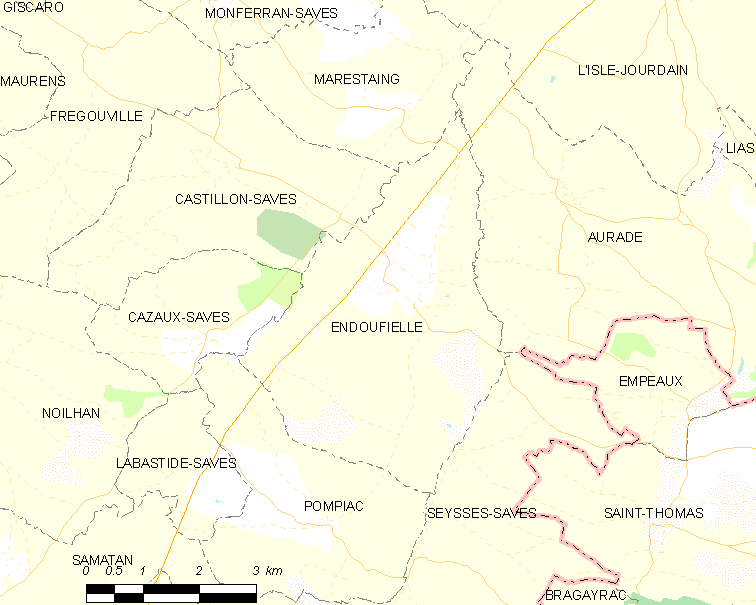
昂杜菲耶勒的OSM定位图

昂杜菲耶勒的时区为UTC+01:00、UTC+02:00（夏令时）。

## 行政
昂杜菲耶勒的邮政编码为32600，INSEE市镇编码为32121。

## 政治
昂杜菲耶勒所属的省级选区为利勒茹尔丹县。

## 人口

1962-2008年间昂杜菲耶勒人口变化图示

昂杜菲耶勒于2022年1月1日时的人口数量为516人。